# Лубок

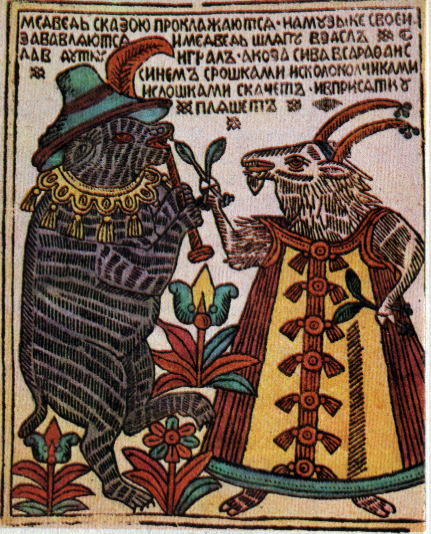
Ведмідь з козою прохолоджуються, лубок

Лубо́к — загальна назва різновиду історичних народних картинок, створених друкованим засобом, які мали значний наклад. У XIX ст. стали предметом колекціонування і надбанням музеїв. У XX ст. — різновид образотворчого мистецтва, гравюри як такої, специфічні властивості якої використовують вже професійні митці.

## Історичні дані
Умови для виникнення лубка були створені ще з середньовіччя. Поява дерев'яних матриць для нанесення візерунків та малюнків на текстиль в XII–XIII ст. — не що інше як лубок на тканині. Специфічні якості лубка як мистецтва гравюри сформовані у XV–XVI ст., коли для друку народних картинок почали використовувати папір як дешевий матеріал, придатний для друку як текстів книг, так і зображень. Схематичні зображення народної картинки (лубка) наближені до середньовічної мініатюри і до зображень на кахлях.

## Назва

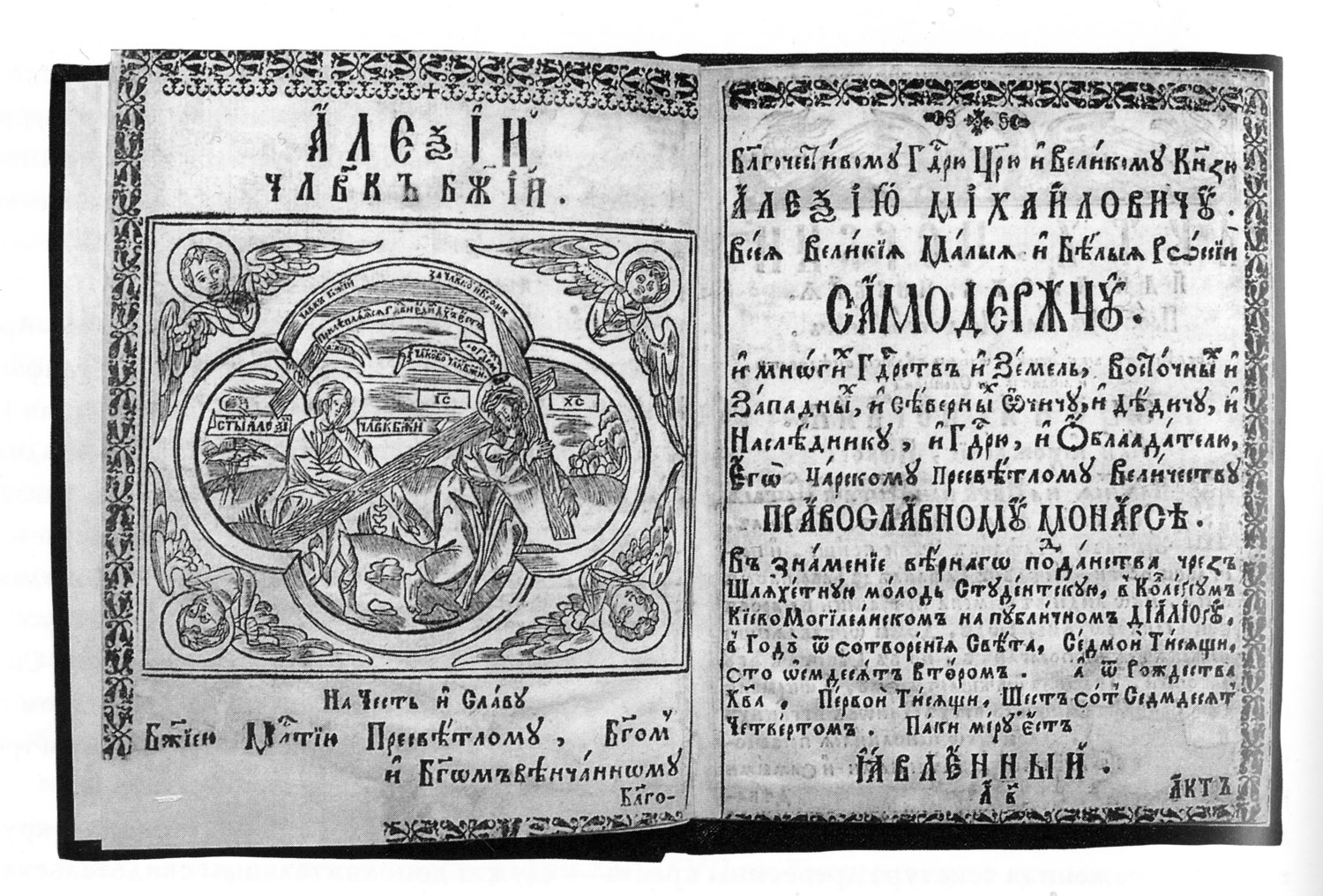
Аркуш-звістка про виставу «Олексій — Божа людина», що відбулася в Києві у 1674 р. на честь російського царя Олексія Михайловича, одна з перших театральних програмок.

Первісна назва лубка — фрязькі аркуші («фрязькі» — тобто італійські). Відсутність на відміну від Західної Європи розвинених жанрів живопису (картина олійними фарбами, вітраж, мозаїка) сприяли надзвичайній популярності фрязьких аркушів в Московській державі та Україні. Їх можна було побачити як в курній хаті у селі, так і в хоромах боярина, князя, царя. Специфічна назва «лубок» закріпилася за народною картинкою лише з XIX століття. Назву за однією з версій пов'язують з липовими («луб'яними») дошками, з яких друкувалися картинки, за іншою — з луб'яним коробом, в якому їх носили на продаж.
Лубок часто пов'язують з Російським царством і російським мистецтвом, хоча відомо, що народні картинки (тобто лубки) друкували і в Києві в Києво-Печерському монастирі.

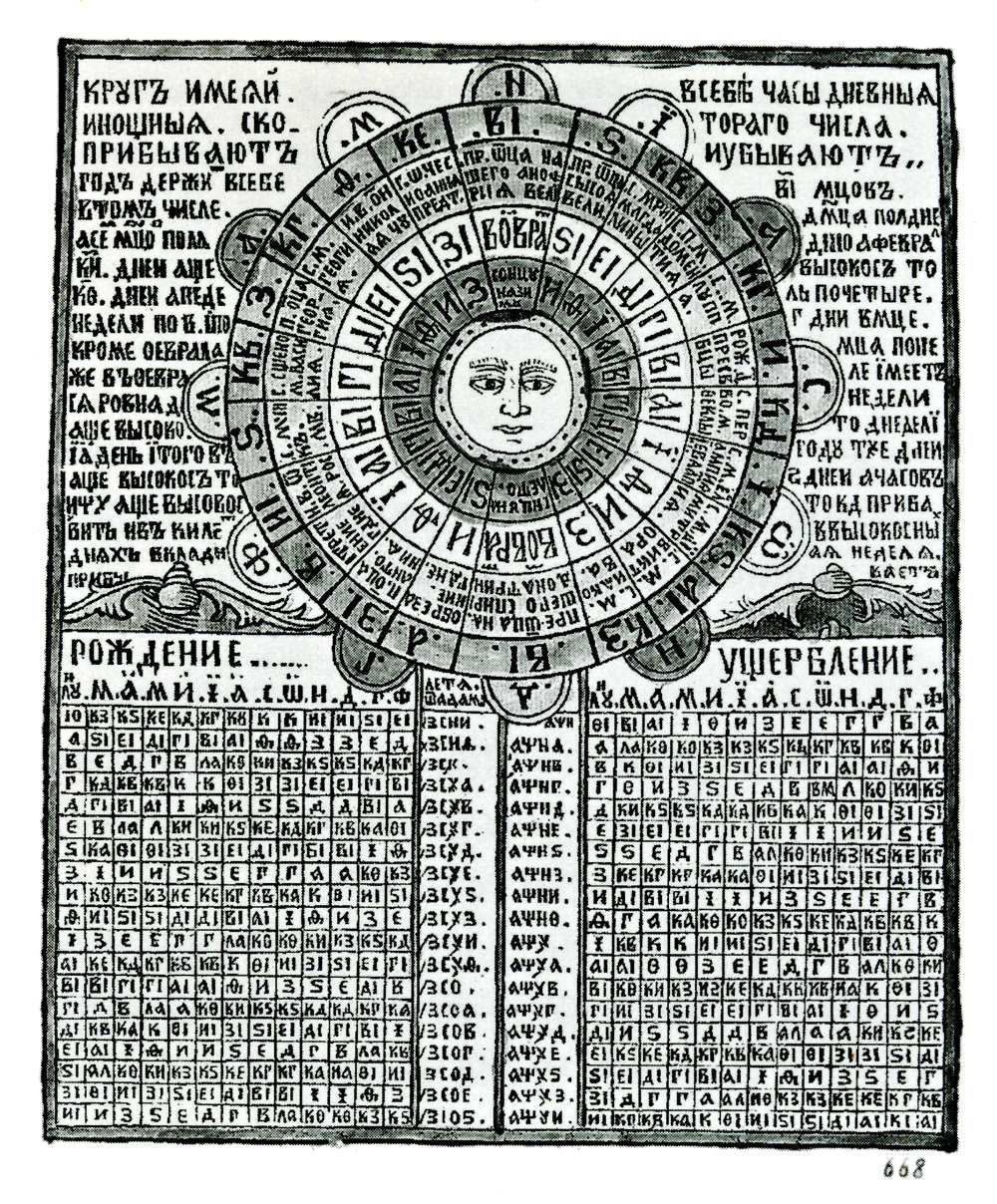
Лубок-календар XVII ст.
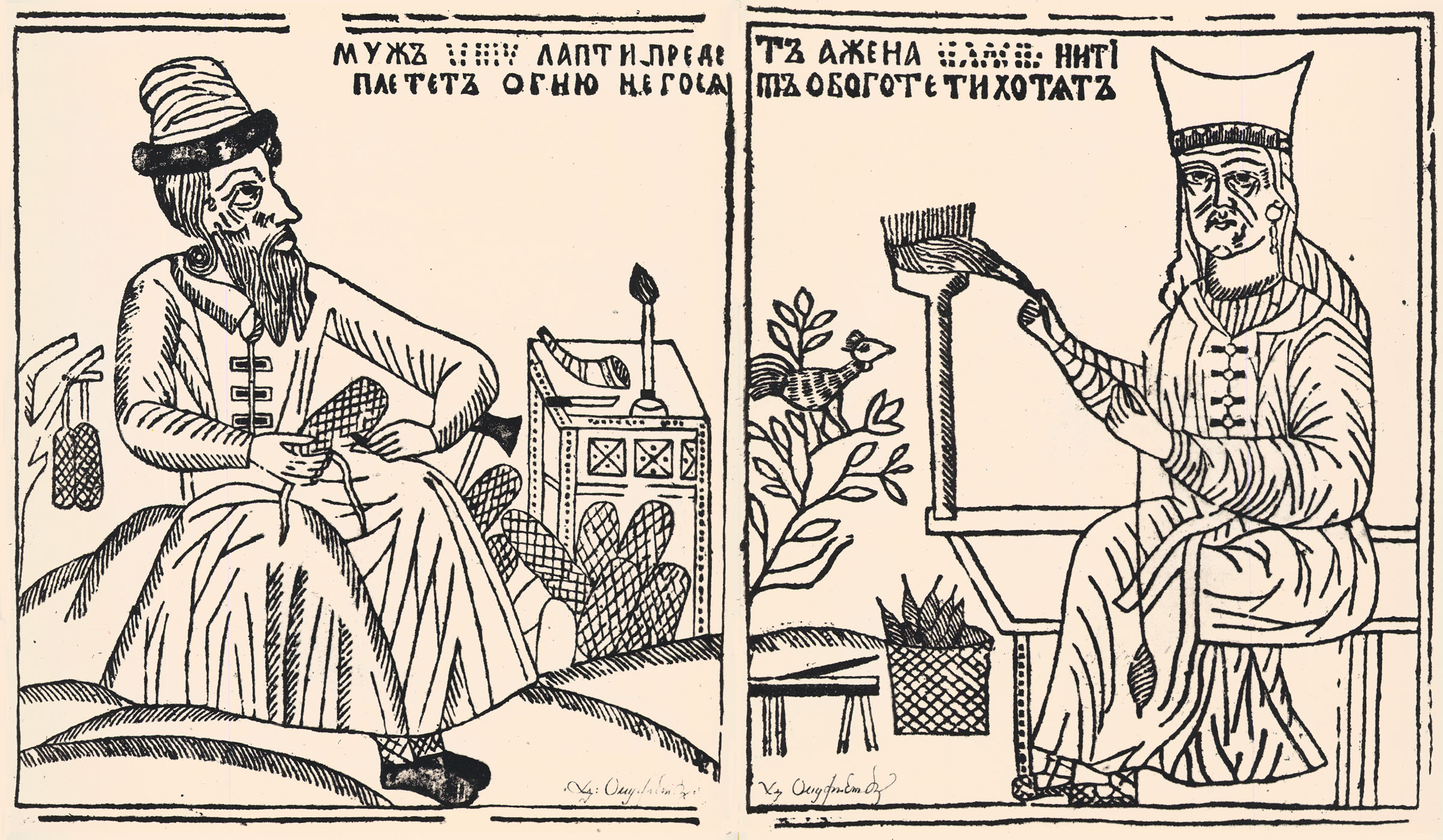
Чоловік лапті плете, а дружина — пряде, лубок початку XVIII ст.
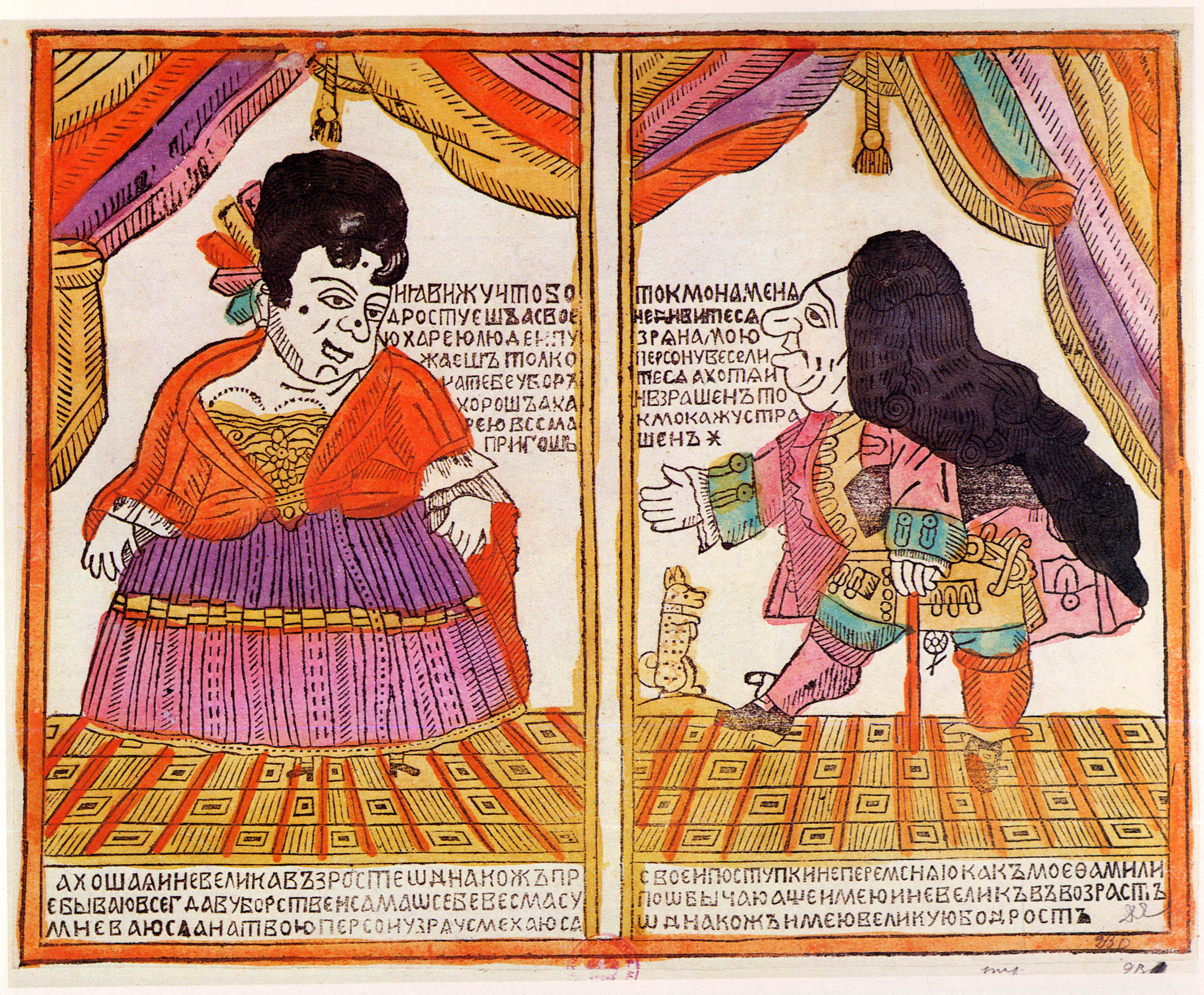
Залицяння, лубок 1-ї половини XVIII ст.
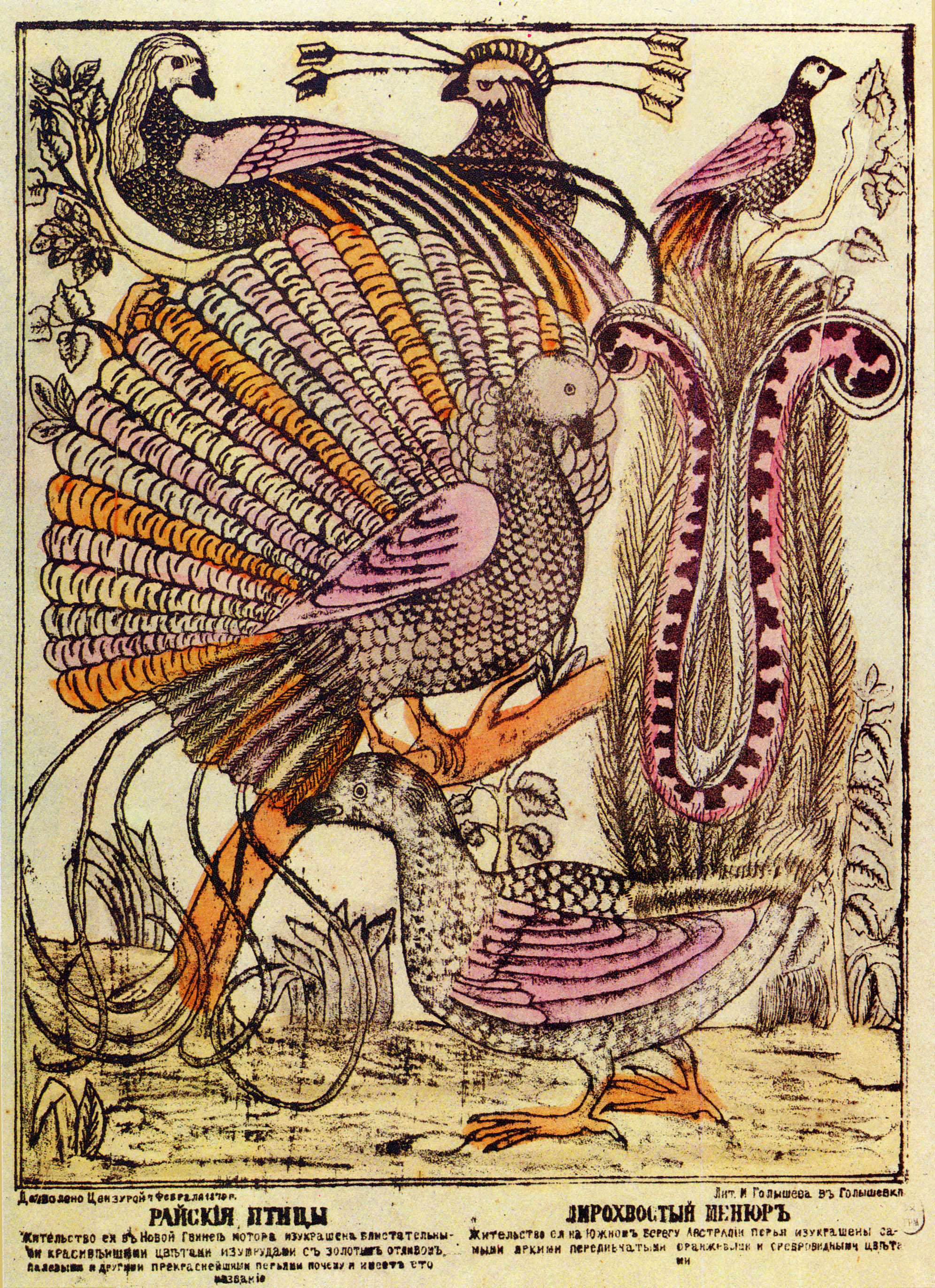
Райські птахи, лубок 1879 р.

## Особливості лубка
Лубок до початку XIX ст. пройшов довгий шлях історичного розвитку, виробивши специфічні риси, що відрізняли його від професійно створених гравюр з її освіченими майстрами і трудомісткими друкарськими техніками. Лубок створювали неосвічені або мало освічені народні майстри досить примітивними засобами і техніками. Тому майстри лубка практично не використовували закони художньої перспективи, відкриті італійськими майстрами XV століття, лубок не мав розвиненої колористичної гами, широко вживав схематичні зображення. Найкращі зразки лубка мають:
- лаконізм
- знаковість, запозичену з ікони (будівля як знак оселі, а не реальна споруда)
- відсутність зображень інтер'єрів (до XIX ст.)
- доповнення віршованими написами з примітивною римою
- невизнання реального масштабу (курка більша за людину, а дерево — менше за людину і курку)
- умовне використання фарби (червоні очі у котів, синє хутро у мишей)
- обмеженість в кольорах або використання взагалі одного з них
- розфарбування робили вручну і без дотримання контурів
- казковість і фантастичність ситуацій і багатьох персонажів

## Функції

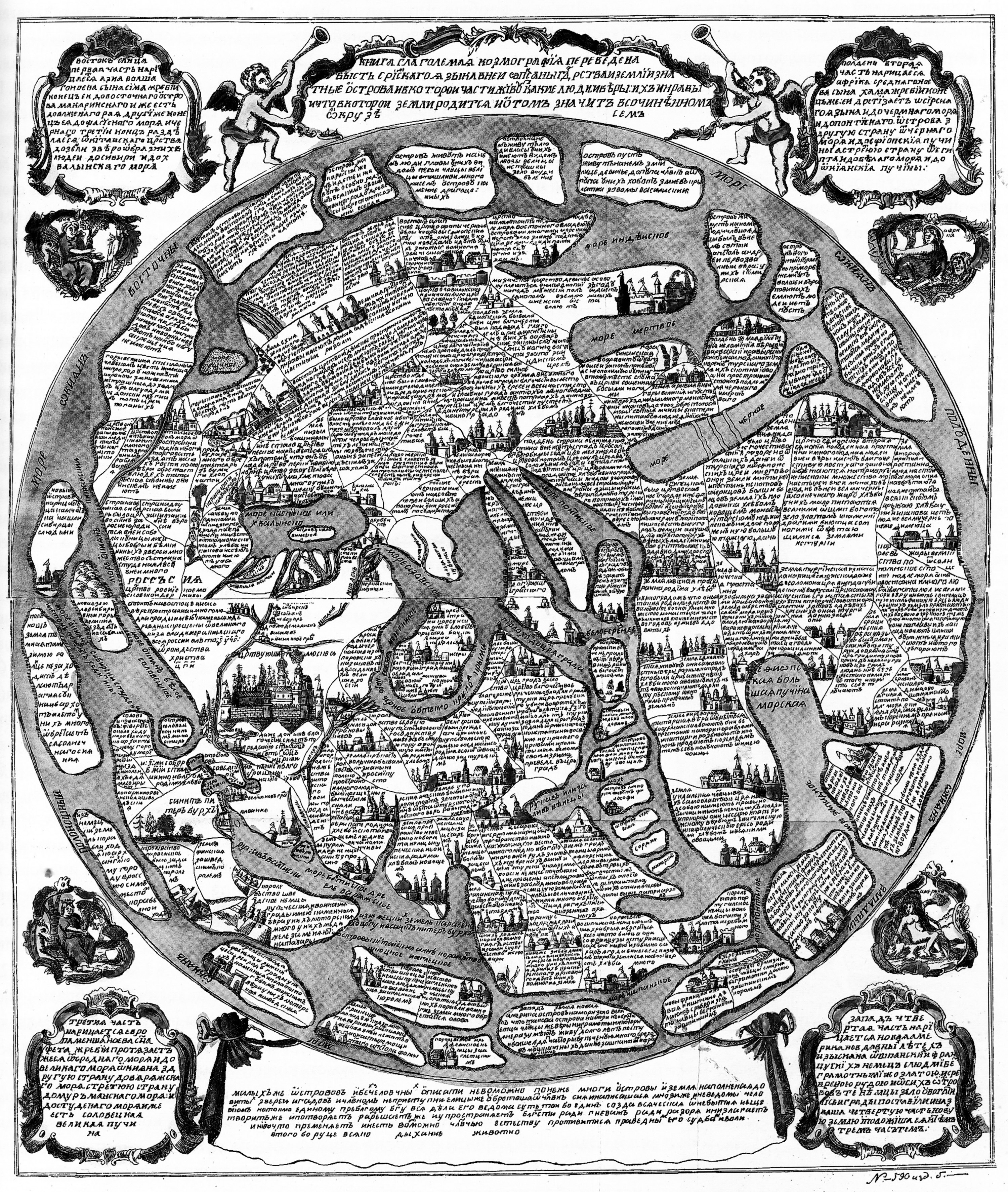
лубок-козьмографія (умовна мапа світу), початок XVIII ст.

Лубок мав надзвичайно широкі функції:
- декоративні (окраса бідної селянської оселі, постоялого двору)
- лубок-абетка, лубок-календар
- розповсюдження письменності (по написах лубка часто навчали грамоти)
- лубок-козьмографія (з астрономічними даними)
- лубок казковий, фантазійний
- ботанічні (лубок — травник)
- лубок з текстом пісні
- лубок з математичними прикладами
- примітивний замінник газет
- сороміцький лубок
- лубок з релігійними сюжетами тощо.

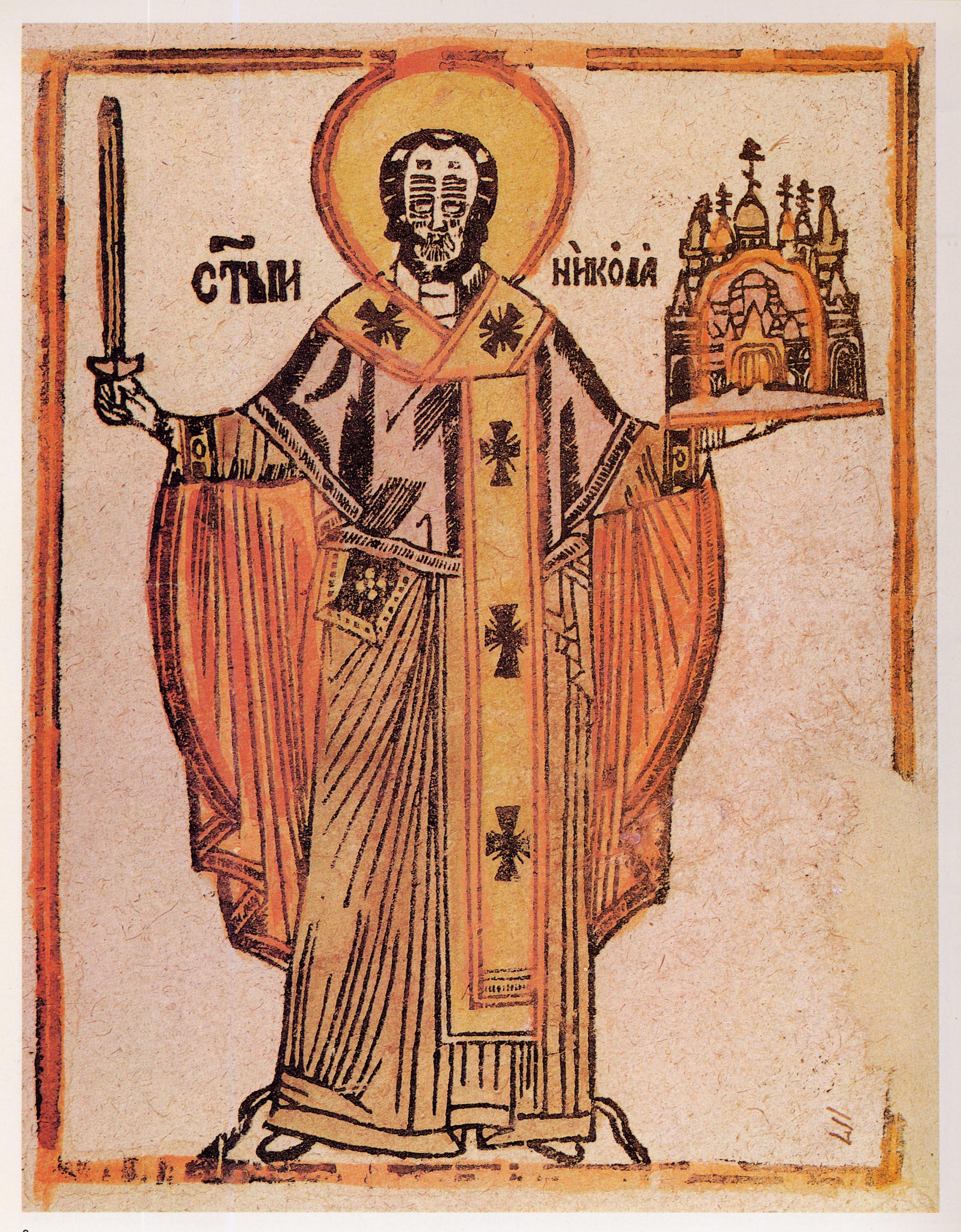
Святий Миколай, лубок 1720 р.
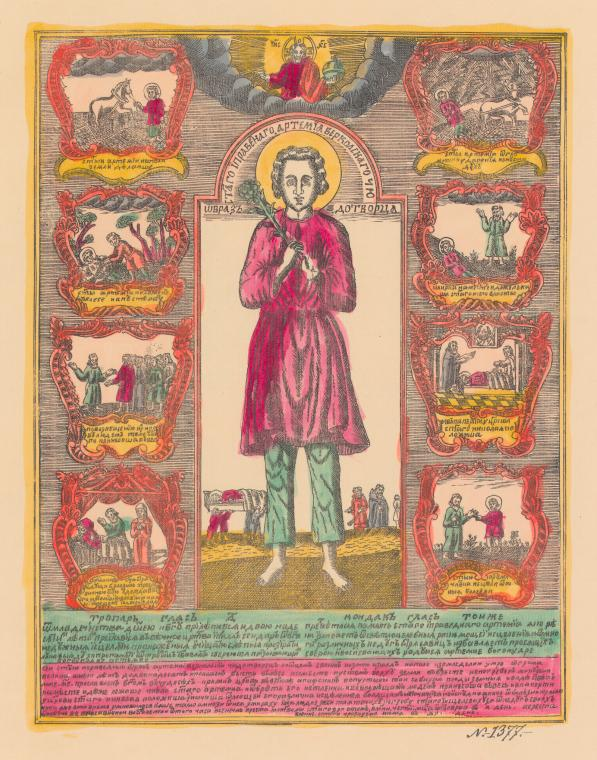
Святий Артемій, лубок XVIII ст.
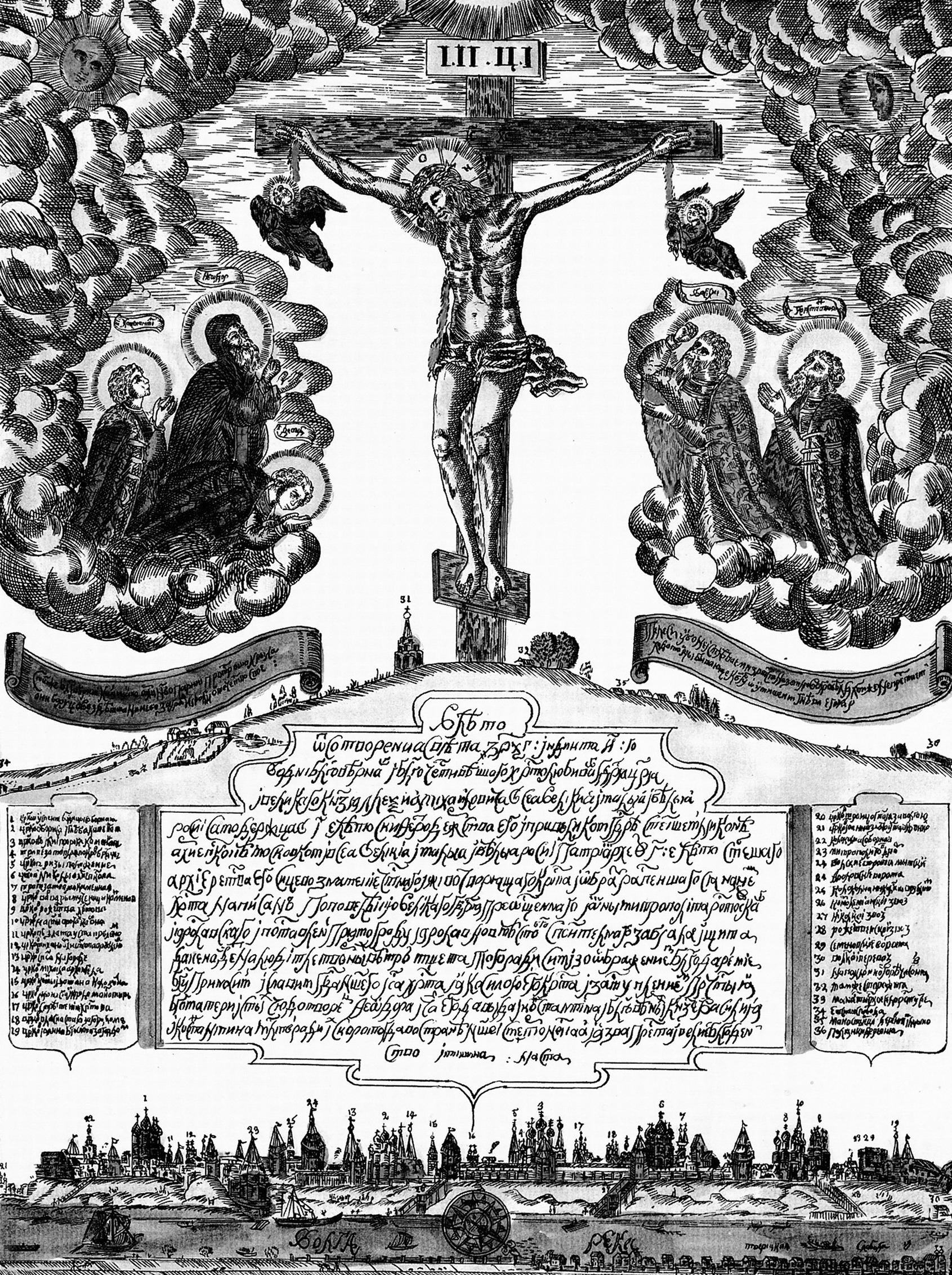
Христос на Голгофі і панорама Ярославля, XVIII ст.
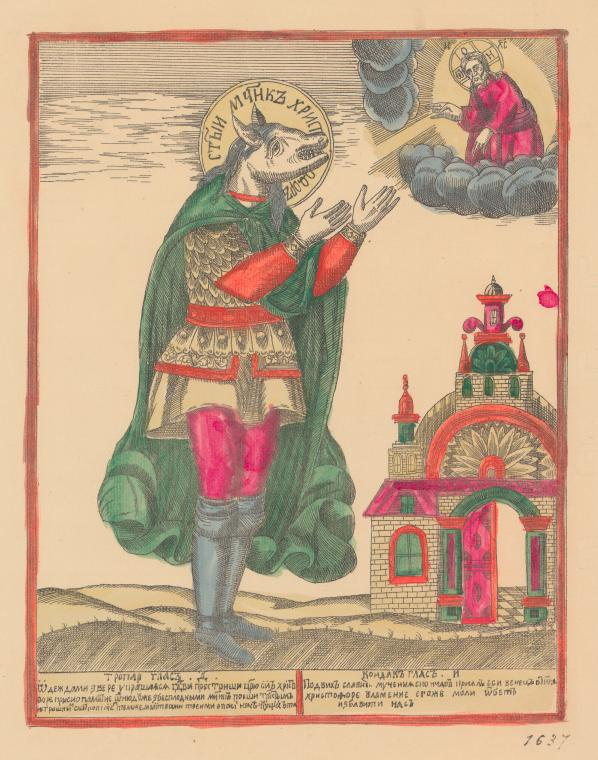
Святий Христофор з роду псоглавих, лубок XVIII ст.

## Безцензурне народне видання

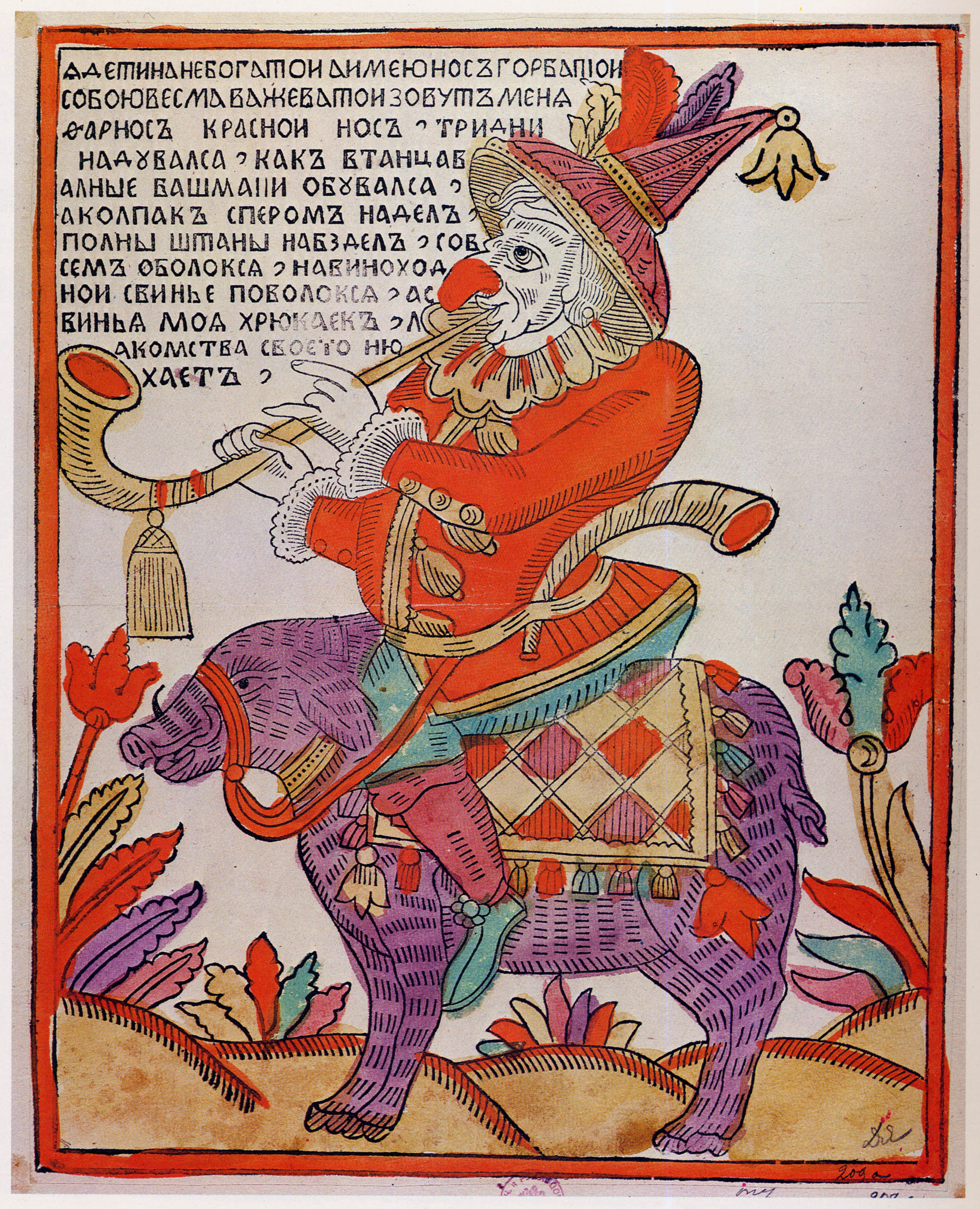
Я детина небогатой имею нос горбатой, лубок XVIII ст.

Лубок довгий час був безцензурним народним виданням. Тому час від часу отримував сатиричне, протестне спрямування як відображення народного спротиву світському чи церковному гнобленню, але не став пропагандистським чи агітаційним засобом на кшталт сучасного плакату.
Консервативна народна свідомість протистояла негуманно проведеним культурним реформам, що запровадив цар Петро І та його оточення. Лубок початку XVIII століття вперше запозичив стилістику доби у вигляді елементів бароко та моди на новий європейський одяг. Ще раз це відбудеться в добу ампіру, коли Російська імперія воюватиме з військами Наполеона у 1812–1814 рр.

## Цензурні утиски XVIII–XIX ст.

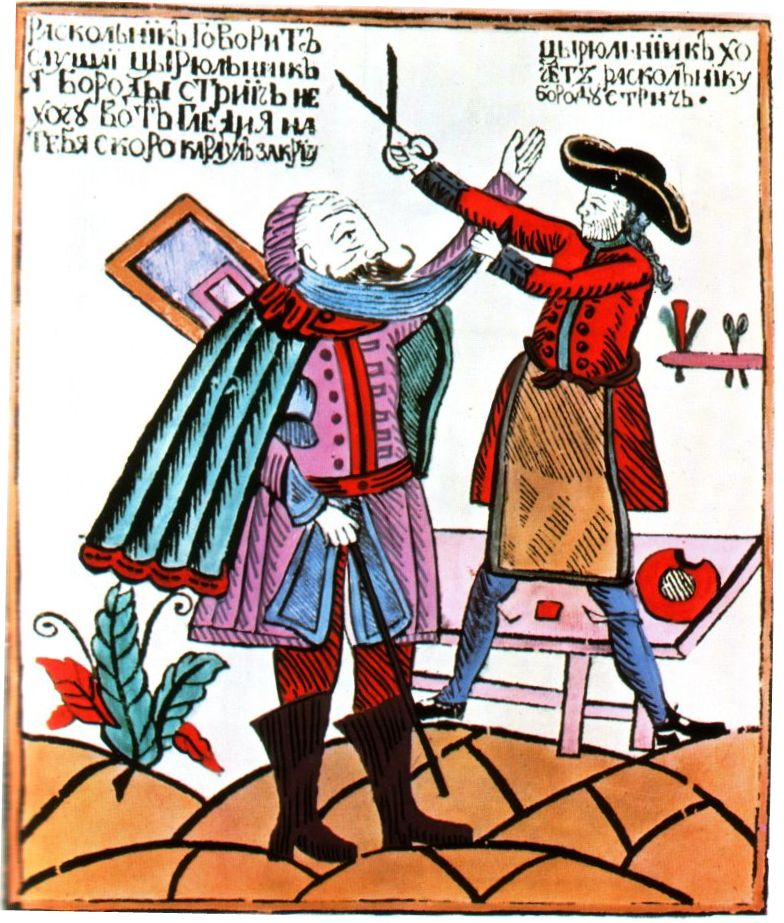
Цирюльник ріже бороду

Сатиричні зображення на себе побачив ще Петро І, що започаткував державну систему шпигунства і доносів. Сатиричні лубки викликали гнів і перший указ, де повідомлялося, що «За укладання сатири її автор буде підданий прелютим катуванням» (рос. За составление сатиры ея сочинитель будет подвергнут злейшим истязаниям). Але сатири не припинилися. Це викликало новий указ від 20 березня 1721 р., за яким конфіскували усі народні картинки, які продавали у крамничках на Спаському мосту в Москві. Це допомогло мало. І нові заборони на створення сатиричних картинок видавали у 1744, у 1745, у 1783, у 1800 роках.
Справжній погром крамниць і маленьких друкарень Москви, де виготовляли лубки, відбувся восени 1850 року. План повного підкорення безцензурних народних картинок розробив тодішній генерал-губернатор Москви граф Закревський.
Поліція вдиралася у друкарні, робила обшук. Особливо цікавили дерев'яні матриці — їх викидали на двір і нещадно рубали на очах переляканих власників. Порубані дошки кидали у багаття, кидаючи у вогонь усі паперові наклади, які були знайдені. Власників вели до багаття і брали підписи про обов'язкове пред'явлення нових зображень цензорам. Власників зобов'язали також здати усі мідяні дошки і їх залишки в ливарні майстерні церкви для виливання церковних дзвонів. Порушників залякали тюремним ув'язненням та висиланням з Москви. Погроми були в майстернях:
- Кузнецова,
- Ахметьєва,
- Лаврентьєва,
- Щурова,
- Чижкова,
- Логинова та десятка інших. Безцензурний російський лубок з цього періоду практично зникає. Лубок стає беззубим, фольклорно-пісенним, казковим, релігійно-забарвленим. Він все більше програє в порівнянні з підцензурними друкарнями і поступається новітнім дешевим графічним технікам.

Лубок не зникає повністю, але його переводять на промислове і підцензурне створення. Цензорами були тільки пани, тому лубок силоміць поєднують з академічною художньою системою. Він втрачає характерні особливості, в лубок  вносять перспективу, пейзаж, зображення інтер'єру, а самі зображення стають більш реалістичними і нудними, сюжети жорстко контролюють, всі вони на панський смак — добропорядні. Запровадження літографії дало можливість відразу друкувати народні картинки різнокольоровими, відпала необхідність розфарбовувати їх вручну. Лубок втратив простоту, веселий характер, сміхову культуру. Сатиричних лубків просто не друкували, бо цензура їх не пропускала.

## Колекціонери XIX ст.

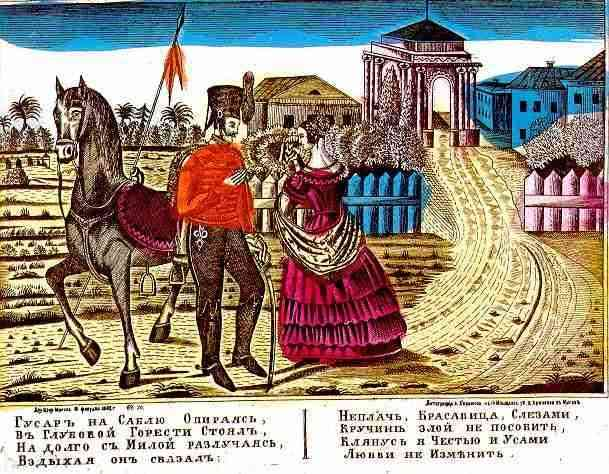
Лубок з пісенним текстом, початок XIX ст.

Довгий час лубок залишався на узбіччі офіційної культури. Його не вивчали, не аналізували, не сприяли збереженню традицій, практично не залучали до вирішення мистецьких чи державних проблем. Про лубок знали, але відповідної літератури про лубок та народну картинку не існувало. Ситуація змінилася лише в XIX ст. З одного боку лубок зазнав надзвичайного тиску з боку цензури, з другого — з'явилися перші поціновувачі народної картинки у лавах офіційних державних діячів, освічених аматорів, науковців. Серед тих, хто збирає лубок у XIX столітті:
- Володимир Даль, автор відомого словника
- Михайло Погодін, російський історик
- Снєгирьов Іван Михайлович, фольклорист
- Дмитро Ровінський, московський прокурор
- Олексій Бахрушин та інші.

Розкішна і найповніша колекція лубків Ровінського Д. О. (близько 8 000 зразків) стає надбанням Рум'янцевської бібліотеки в Москві.

## Лубок в XX ст.

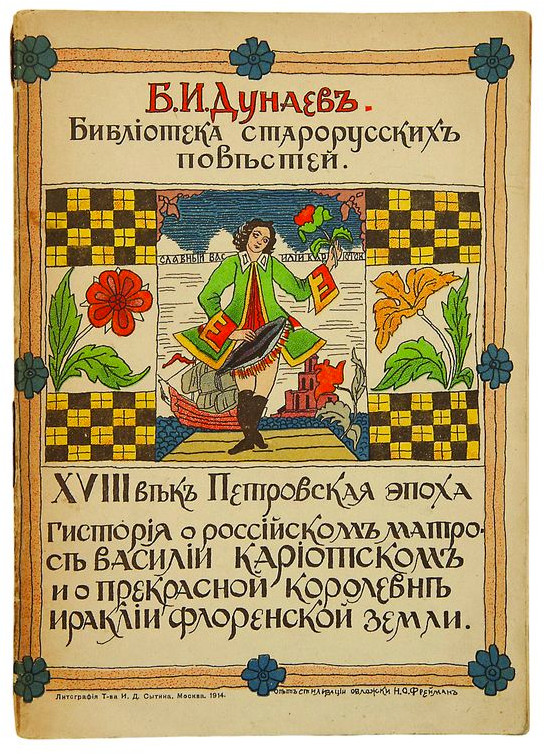
Видання 1914 р. з використанням стилістики лубка.

У XX столітті лубок став надбанням музеїв і предметом аналізу і досліджень. У 1905 р. колекції лубка О. Бахрушина та П. Щукіна передані у Державний історичний музей. Вже самі музейні працівники їдуть по селам півночі і збирають зразки лубків, що випадково збереглись в провінціях.
До стилістики лубка звертаються фахові художники, серед яких :
- Борис Кустодієв
- Білібін Іван Якович
- Дені В. Н.
- Черемних М. М.
- майстри плакату тощо.